# 2016 au Manitoba
Chronologie du Manitoba
- 2012
- 2013
- 2014
- 2015
- 2016
- 2017
- 2018
- 2019
- 2020

Cette page concerne des événements d'actualité qui se sont produits durant l'année 2016 au Manitoba, une province canadienne.

## Politique
- Premier ministre : Greg Selinger (NPD)
- Chef de l'Opposition : Brian Pallister (Parti progressiste-conservateur)
- Lieutenant-gouverneur : Janice Filmon
- Législature : 40e (en)

## Événements
- 19 avril : les 41e élection générale manitobaine se tient pour élire les députés provinciaux dans les 57 circonscriptions manitobaines.

## Décès
- 2 janvier : Leonard Evans (en), député provincial de Brandon-Est (1969-1999).
- 9 janvier : John Harvard, lieutenant-gouverneur du Manitoba.
- 15 janvier : Avrom Isaacs, marchand d'art.